# 1817년 제임스 먼로 대통령 취임식
미국 대통령으로 제임스 먼로의 첫 번째 취임식은 1817년 3월 4일 화요일, 현재의 대법원 건물이 있는 옛 벽돌 의사당 앞에서 열렸다. 이 취임식은 제임스 먼로의 첫 4년 임기 대통령직과 대니얼 D. 톰킨스의 부통령직 시작을 알렸다. 존 마셜 대법원장이 취임 선서를 집행했다.

## 취임식
1817년 3월 4일 정오, 먼로는 약 8000명의 대규모 군중 앞에서 의사당에 도착했는데, 이는 당시 도시에서 가장 많은 인파였다. 의식은 이전 취임식과 달리 의회에서 실내 행사를 위한 의정서에 합의하지 못했기 때문에 야외 플랫폼에서 진행되었다. 먼로가 자신을 국무장관으로 임명하지 않은 것에 불만을 품은 헨리 클레이 시니어는 하원 회의실에서의 행사를 반대했고 취임식에 참석하지 않았다. 날씨는 온화하고 화창했다. 해병대와 일부 민병대 연대는 먼로가 도착하자마자 그를 가장 먼저 맞이했다.
톰킨스 부통령이 간략하게 연설한 후, 평소 연설을 잘 하지 못했던 먼로가 취임 연설을 했지만 청중이 듣기 어려웠다. 그는 최근 미영 전쟁 이후 군사력 증강과 공화당과 연방당 간의 단결을 통해 파벌주의를 종식시킬 것을 촉구했다.

## 같이 보기
- 제임스 먼로 행정부
- 1821년 제임스 먼로 대통령 취임식
- 1816년 미국 대통령 선거